# American V: A Hundred Highways
American V: A Hundred Highways is het vijfde deel uit de American-serie van Johnny Cash. Het album werd uitgebracht op  4 juli 2006 en geproduceerd door Rick Rubin. Het album verscheen drie jaar na de dood van Johnny Cash. Het album ontleent zijn naam aan een songtekst op het nummer Love's Been Good to Me van Rod McKuen. Het eerste couplet begint met:
I have been a rover
I have walked alone
Hiked a hundred highways
Never found a home

## Inhoud
| Nummer                           | Geschreven door            | Duur |
| -------------------------------- | -------------------------- | ---- |
| Help Me                          | Larry Gatlin               | 2:51 |
| God's Gonna Cut You Down         | traditioneel               | 2:38 |
| Like The 309                     | Johnny Cash                | 4:35 |
| If you could read my mind        | Gordon Lightfoot           | 4:30 |
| Further On Up The Road           | Bruce Springsteen          | 3:25 |
| On The Evening Train             | Hank Williams              | 4:17 |
| I Came To Believe                | Johnny Cash                | 3:44 |
| Love's Been Good to Me           | Rod McKuen                 | 3:18 |
| (I'd Be) A Legend in My Time     | Don Gibson                 | 2:37 |
| Rose of my Heart                 | Hugh Moffatt               | 3:18 |
| Four strong winds                | Ian Tyson                  | 4:34 |
| I'm Free From The Chain Gang Now | Lou Herscher en Saul Klein | 3:00 |

## Hitnotering
| Album met eventuele hitnotering(en) in de Nederlandse Album Top 100 | Datum van verschijnen | Datum van binnenkomst | Hoogste positie | Aantal weken | Opmerkingen |
| ------------------------------------------------------------------- | --------------------- | --------------------- | --------------- | ------------ | ----------- |
| American V - A hundred highways                                     | 30-06-2006            | 08-07-2006            | 17              | 16           |             |